# Székely Nemzeti Múzeum
A Székely Nemzeti Múzeum (románul: Muzeul Național Secuiesc) Székelyföld legrégibb múzeuma, 1875-ben alapították. Sepsiszentgyörgyön található, a Kós Károly utca 10. szám alatt, a Kós Károly által tervezett épületcsoportban. 1882-es alapszabálya szerint gyűjteménye a székely nép elidegeníthetetlen tulajdonát képezi. 1949-ben államosították, jelenlegi fenntartója Kovászna megye. Az 1992 végén újra bejegyzett Székely Nemzeti Múzeum Alapítvány folyamatosan támogatja a múzeumot (kutatástámogatás, gyűjteménygyarapítás, infrastruktúra biztosítása, publikáció finanszírozása).

## Története

### Alapítása

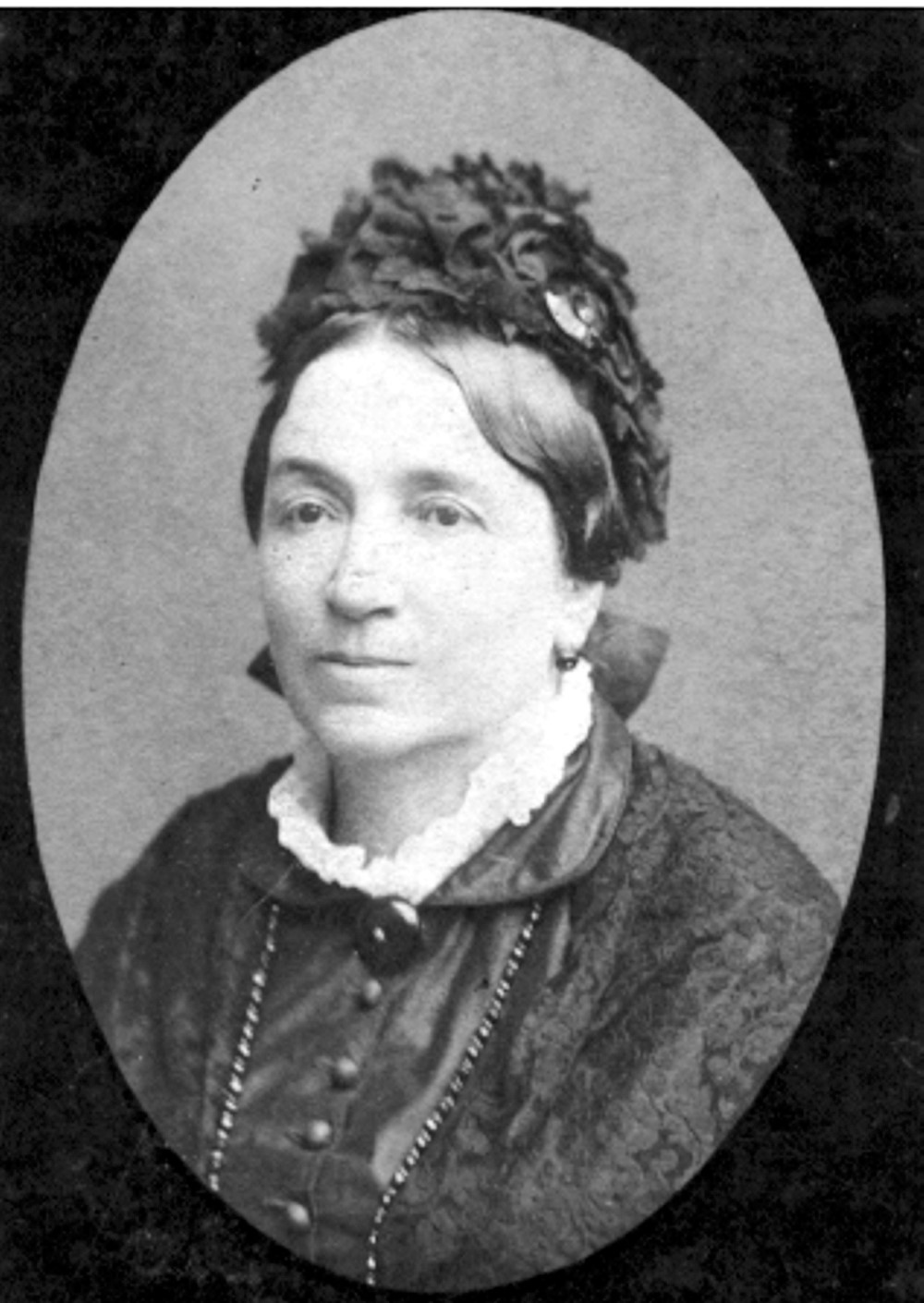
Zathureczky Emília

Egy székely múzeum alapítását már Fekete Sámuel felvetette 1868-ban, a Régi római és görög pénzek s érmek. Magyarország királyainak és Erdély fejedelmeinek pénzei című művében. A múzeumot 1875-ben alapította özv. Cserey Jánosné Zathureczky Emília Imecsfalván. Társa az alapításban az első múzeumőr, Vasady Nagy Gyula volt, aki programbeszédét 1877-ben a múzeum első szöveges kiadványaként is megjelentette. Még abban az évben bekerült a gyűjteménybe legértékesebb műtárgyuk, az Apor-kódex, amely többek között a Zsoltárok könyvét tartalmazza, az úgynevezett huszita Bibliából (a fennmaradt legrégibb magyar bibliafordítás), valamint a később elpusztult Csereyné-kódex (a legrégibb magyar énekeskönyv).
1879-re az alapítók elérték, hogy az addigi, nyilvános magángyűjteményt a székely közösség képviselői vegyék át hivatalosan, így az formailag is a székelység közös tulajdonává vált. Ekkor került az addigra több mint 9000 tételre gyarapodott gyűjtemény Sepsiszentgyörgyre. Fenntartását azóta – egyes időszakok állami támogatását vagy szélsőséges centralizációját leszámítva – a székely megyék, Sepsiszentgyörgy város, valamint egyéb helyi források biztosítják.
A Kós Károly tervezte mai főépület megvalósulásáig Sepsiszentgyörgyön a Székely Mikó Kollégium fogadta be épületeibe az intézményt.

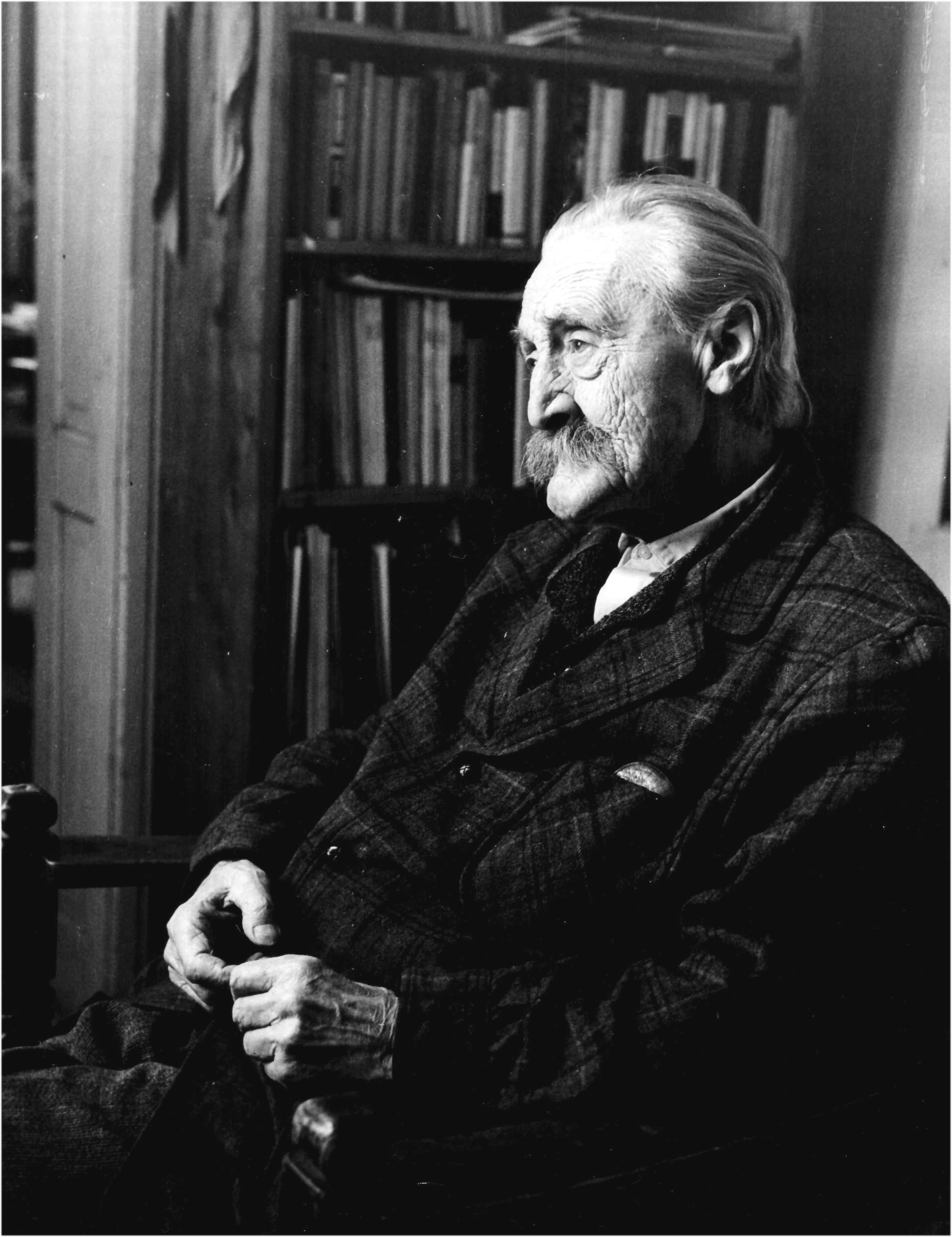
Kós Károly

### 1881 és 1918 közt
Az intézmény Nagy Géza múzeumőrségének idején (1881–89) nőtt korszerű múzeummá. Megkezdik egyebek mellett a szakszerű székelyföldi régészeti ásatásokat, az erdélyi középkori falképek feltárását, a sepsiszentgyörgyi levéltári forrásközlést. Nagy Géza számos írását az egy évig (1883) általa szerkesztett helyi újság, a Nemere hasábjain teszi közzé. Ebben a periódusban jelenik meg a Székely Nemzeti Múzeum első jelentős kiadványa (Nagy Géza: Adatok a székelyek eredetéhez és egykori lakhelyéhez, Sepsiszentgyörgy, 1886). Ugyancsak ő indítja útnak A Székely Nemzeti Múzeum Értesítőjét is, de a kötetek megjelenésekor (1890–1902) már nincs Sepsiszentgyörgyön, 1889-től a múzeumőrök egészen 1949-ig a Székely Mikó Kollégium tanárai közül kerülnek ki.
1900-ban a Székely Nemzeti Múzeum a párizsi világkiállításon 95 tárggyal vesz részt. 1901-től 1923-ig múzeumőre, majd igazgatóőre László Ferenc, akinek köszönhetően a Székely Nemzeti Múzeum az európai régészet egyik jelentős intézményévé növi ki magát. 1908-tól társa Csutak Vilmos, aki 1924-től lesz az intézmény igazgatója. Az 1901–14. évekre példás évi Jelentéseket adnak ki. 1911-ben kerül be a mintegy 4200 kötetnyi Apor-könyvtár. 1911–12-ben épül fel a Kós Károly által tervezett impozáns múzeumépület, amelyet 1917-ben részben katonai járványkórháznak foglalnak le.

### A két világháború közt
Az 1916-os román betörés visszaverése után a Magyar Nemzeti Múzeumba, Budapestre menekített anyag 1922 októberében kerül vissza. 1924-ben a múzeum szervezetét alapítványként jogi személynek ismeri el a román állam is, ami az 1949-es kommunista államosításig érvényben marad.
1926-tól a Székely Nemzeti Múzeum Erdély magyar tudományos elitjét kapcsolja be gyűjteményeinek vonzáskörébe. Ekkor kerül sor a múzeum szakszerű rendezésére, majd gyarapítására és regionális kutatásra (a főleg Bányai János és Köntzei Gerő szervezte, 1928 és 1940 közti úgynevezett székelyföldi kutatóutakra, ezek egyben a második magyar regionális természettudományi kutatóprogram).
Félszázados jubileuma alkalmából a Székely Nemzeti Múzeum a két világháború közti kisebbségi magyar tudományosság legjelentősebb kiadványát bocsátja ki (Emlékkönyv a Székely Nemzeti Múzeum ötvenéves jubileumára. Sepsiszentgyörgy 1929). 1930 és 1937 között létrehozza a (Balassagyarmattal holtversenyben) legrégibb magyar szabadtéri néprajzi múzeumot (az ennél korábbi romániai skanzen, a kolozsvári már 1929-ben megszületik, viszont múzeumi folytonossága később másfél évtizedre megszakad). 1935-ben Vámszer Gézával megvalósítja az első intézményes kisebbségi magyar műemlékfelújítást (Delne).
A Székely Nemzeti Múzeum komoly művelődésszervezői szerepet is játszik a két világháború közti időszakban. 1926–29-ben igazgatóválasztmányi tagja Benedek Elek, akinek utolsó mondata („Fő, hogy dolgozzanak”), a Székely Nemzeti Múzeumra vonatkozik. A második világháború kitöréséig közel hatvan rendezvényéről van adatunk, amelyeknek nagy többsége zenei-irodalmi műsorral oldott tudományos ismeretterjesztő előadás, illetve hangverseny.
Irodalomtörténeti szempontból megemlítendők: 
- 1922. június 5-i Petőfi-ünnepély;
- Pásztortűz bemutatkozása Benedek Elek, Berde Mária, Molter Károly, Reményik Sándor és Walter Gyula részvételével (1923. január 14.);
- Jókai-emlékünnepély (1925. február 18.), Kristóf György ismeretterjesztő előadása Legújabb regényirodalmunk címmel (1931. február 21.);
- Kazinczy Ferenc-emlékünnepély, halálának százéves évfordulója tiszteletére (1931. december 13.);
- Arany János-emlékünnepély, halálának 50 éves évfordulójára (1932. október 22.);
- 1933 nyarán az Erdélyi Múzeum-Egyesület évi vándorgyűlése, amelyet az EME a múzeummal társulva szervez. Cs. Bogáts Dénes (az első világháború előtti helynévközlés újraindítója) Mire tanítanak a helynevek címmel tart előadást (1934. május 19.);
- Kőrösi Csoma Sándor születésének 150 éves évfordulóján Konsza Samu mond emlékbeszédet (1935. január 20.);
- Barabás Samu történetírói munkásságának fél évszázados évfordulója alkalmából és a Székely Nemzeti Múzeum szorgalmazására, munkatársainak háttérmunkájával újraindul a Székely Oklevéltár (VIII. kötet, szerk. Barabás Samu, MTA, 1934), s ennek tiszteletére tartanak felolvasóülést (1935. november 17.).

A hasonló rendezvények Csutak Vilmos igazgató halála (1936) után is folytatódnak:
- Kosztolányi Dezső-emlékünnepély (1937. november 7.);
- Debreczy Sándor előadása a múzeum kódexeiről (Világhírű szaklátogató az SZNM kézirattárában. 1937. december 18.);
- Cs. Bogáts Dénes előadása (Székely katonalevelek a napóleoni háborúk idején. 1938. december 4.);
- Juhász Gyuláról és Kölcsey Ferencről való előadások (Konsza Samu és Császár Károly, 1938. december 18.);
- Debreczy Sándor felolvasása (A paraszt a modern erdélyi irodalomban. 1939. május 13. és 20.).

1938-ban Herepei János lesz a múzeum igazgatója, ő a könyv- és levéltári gyűjtemények feltárásában is jelentős eredményeket ér el. Könyv- és nyomdatörténeti dolgozatait főleg az Erdélyi Múzeumban közli, de tudományos munkássága igazából évtizedekkel később válik felbecsülhetővé, amikor eredményeinek gyűjteményes kiadására sor kerül (Adattár XVII. századi szellemi mozgalmaink történetéhez, I–III, Budapest–Szeged, 1965–71). Munkatársai között van Debreczy Sándor, aki a kézirattáron dolgozik (Monumentele în manuscris de limbă şi literatură maghiară din Muzeul Naţional Săcuesc din Sf. Gheorghe, Sepsiszentgyörgy, 1938, stb.), Fábián Béla, az egyetlen nem kolozsvári kiadású Erdélyi Tudományos Füzet szerzője (Nagykend helynevei, ETF 106, Sepsiszentgyörgy, 1939), Konsza Samu, aki ekkor már gyűjti a két évtizeddel később megjelent Háromszéki magyar népköltészet (Marosvásárhely, 1957) anyagát.

### A második világháborúban
A második bécsi döntés után a Székely Nemzeti Múzeum az ország államilag legtámogatottabb vidéki s Észak-Erdély egyetlen közgyűjtemény rangú múzeuma. Herepei átfogó néprajzi és levéltári kutatást indít. Ekkor jelenik meg Szabó T. Attilának köszönhetően a múzeum levéltárosa, Cs. Bogáts Dénes saját múzeumi munkájából összeálló Háromszéki oklevél-szójegyzék (ETF 163, Kolozsvár, 1943), az első erdélyi oklevélszótár, egyben az Erdélyi Magyar Szótörténeti Tár ötletadója. Varga Nándor Lajos a régi könyvek metszeteit dolgozza fel (Régi fametszetes magyar vagy magyar vonatkozású könyvek (1493–1599) a sepsi-szent-györgyi Székely Nemzeti Múzeumban, Budapest, 1942). Elkészül Balassa Iván munkája, a háború miatt csak évtizedek múlva megjelenő mű: A székelyföldi Erdővidék temetői (Debrecen, 1992). Ugyanakkor Az SZNM kiadványai címet viselő füzetsorozat darabjai 1941-től egészen 1949-ig követik egymást.
A háború ellenére Mikes Kelemen-emlékünnepélyre, Móricz Zsigmond-előadóestre (1941), kolozsvári egyetemi tanárok által rendezett előadássorozat mellett Konsza Samu előadására (Az új romantikus dráma) kerül sor (1943). Ha 1935 nyarán Németh László használta az erdélyi magyarság metaforájának a múzeumot (Magyarok Romániában), 1942-ben Márai Sándor a polgári értékeket idézi fel egy itt kiállított festmény kapcsán (Csehy uram arcképe).
A gazdag gyűjtemények legértékesebb részét a második világháború várható háborús cselekményei elől Nyugat-Magyarországra menekítik, ahol azonban 1945. március 29-én súlyos veszteség éri: az 52 láda muzeális anyag a zalaegerszegi állomáson bombatalálat következtében elpusztul. Megsemmisülnek többek között 14. századi oklevelek, címeres levelek, a széki és egyházi levéltárak régi anyaga, kódexek, könyvritkaságok, régi nyomtatványok, irodalomtörténeti relikviák (egy Balassi Bálint birtokában volt Machiavelli-kötet, Apor Péter-, Bod Péter-, Benkő József-kéziratok).

### 1945 és 1989 közt

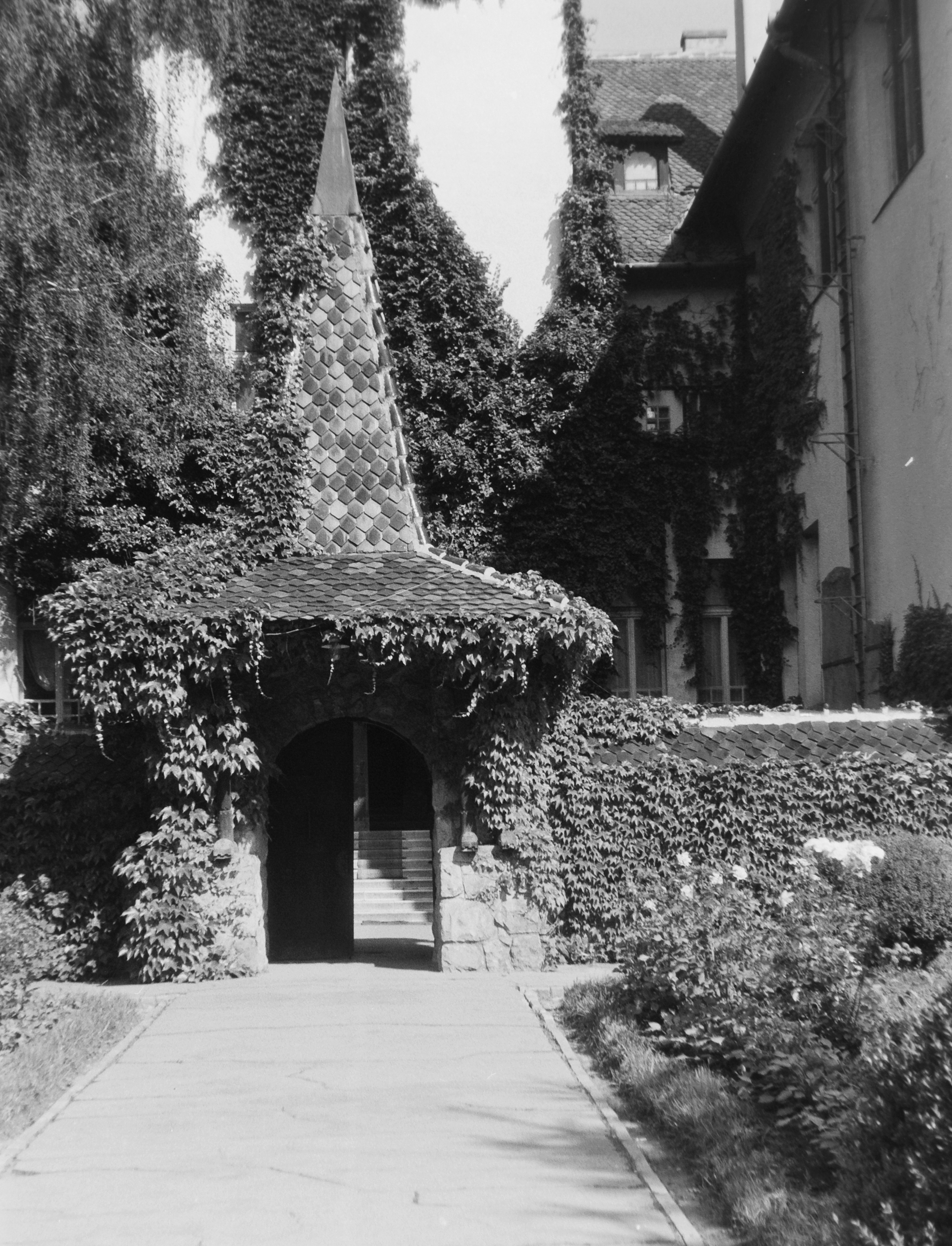
A múzeum bejárata 1979-ben

1945 őszétől 1947 őszéig Szabédi László a Székely Nemzeti Múzeum ügyvezető igazgatóőre. Egyben ő is a Székely Mikó Kollégium tanára, majd párhuzamosan a Népi Egység c. lap szerkesztője. Cselekvő részese a múzeum szervezeti helyreállításának, a menekítést elkerült gyűjtemények helyrerakásának. Közben feldúlt kastélyok anyagát menti, az erdélyi magyar közgyűjteményi hálózat utóvédharcát irányítja, szövetségben az Erdélyi Múzeum-Egyesülettel. Ugyanakkor folytatja a Székely Nemzeti Múzeum ismeretterjesztő előadásait, amelyek a helyi erők bevonásával műsoros estekké bővülnek. 1947-ben Szabédi a Bolyai Tudományegyetemre távozik, ekkor az intézmény igazgatása Székely Zoltán régészre marad. 1990-ig ő vezeti a Székely Nemzeti Múzeumot.
1949-ben László Gyula még a magyar ősköltészetről ad elő, de ebben az évben a Székely Nemzeti Múzeumot államosítják, utána pedig különböző közigazgatási egységek kezelik, állami tulajdonként. 1952-ben nevének használatát is betiltják (Sepsiszentgyörgyi Tartományi Múzeumnak, majd Sepsiszentgyörgyi Megyei Múzeumnak nevezik), ekkor még a legnagyobb gyűjteményű vidéki magyar múzeum a Kárpát-medencében. Kiadja a kommunista korszakban Magyarország és Románia együttes területén az első vidéki múzeumi évkönyvet (A Sepsiszentgyörgyi Tartományi Múzeum Évkönyve 1879–1954, Marosvásárhely, 1955). Közben megfosztják gyűjteményi anyagának egy részétől: 1964-ig bezárólag több szakaszban mintegy 350 000 tételes levéltári anyagot visznek el, megalapozva ezzel egy másik jelentős gyűjteményt, a sepsiszentgyörgyi állami levéltárat, amelyet 1974-ben, Árvay József igazgató nyugdíjazásakor a legrendezettebb romániai levéltárként emlegetnek, de ahol ma is lappanghatnak olyan dokumentumok, mint Mikes Kelemen utolsó misszilis levele (amelyet Benedek János közölt 1924-ben a helyi Székely Nép c. újságban) vagy Apor Péter-kéziratok.
1968-ban a Székely Nemzeti Múzeum Kovászna megye törvényhatóságának kezelésébe kerül, s ilyen alapon kezdődik meg bővítése: 1969-ben a kisbaconi Benedek Elek Emlékházzal (ma újra a család tulajdonában) és egy kézdivásárhelyi kiállítóhellyel. 1972–73-ban a kézdivásárhelyi és csernátoni múzeumi gyűjtemények, kiállítások külső részlegekké, majd autonóm intézményekké alakulnak (az Incze László létrehozta, ma nevét viselő Céh- és Várostörténeti Múzeum, a csernátoni Haszmann Pál Múzeum). Erdővidékre (Vargyasra) is múzeumtervet készít Balogh Edgár, és Baróton átmenetileg működik is egy múzeumi részleg (2006-ban itt nyílik meg a mai Erdővidék Múzeuma). 1974-től a Székely Nemzeti Múzeumnak külön könyvtárosa van Zágoni Jenő eszperantista, művelődéstörténeti szakíró személyében. 1979–81-ben új szárny is épül Kós Károly tervei alapján (Deák Barna és Gagyi Ferenc adaptálásával), Kósnak könyv- és kézirathagyatéka is bekerül a múzeumba. 1969-től 1986-ig Aluta címmel adnak ki évkönyveket (ez akkor a legnagyobb terjedelmű kisebbségi magyar szakmai periodika), saját publikációs teret biztosítva a régió, mindenekelőtt a múzeum jelentős régészeti, néprajzi, természettudományi stb. kutatásának.

### 1989 után
Az 1989 végi fordulat után a Székely Nemzeti Múzeum újra felveszi korábbi nevét. 1991-től jelennek meg kiadásában a Székely Nemzeti Múzeum Füzetei; tevékenységét egy 1992-ben újra bejegyzett Székely Nemzeti Múzeum Alapítvány is segíti. 1995-ben a Csíki Székely Múzeummal közösen indítja az Alutákat és a Hargita megyei Acta Hargitensia múzeumi évkönyvet is folytató Acta (Siculica) évkönyveket (2001-ig, amikor a csíkszeredai múzeum kiválik a párosból). Zágonban kulturális központ jön létre (benne állandó Mikes Kelemen- stb. kiállítás), de később, akárcsak a Benedek Elek Emlékház, ez is kikerül a múzeum hatásköréből.
1999-ben a Székely Nemzeti Múzeum és a SzNM Alapítvány bejelentik a Délkeleti Intézet regionális tudományszervezési és kutatási keretprogram beindulását természettudományi, régészeti, történettudományi, irodalomtörténeti szervező-, háttér-, ill. kutatási programokkal. Az intézeti program 2000–2006-ban átmenetileg egyesületi alapon működik, de magát ekkor is a múzeum tevékenységéhez tartozónak tekinti. Az erdélyi etnikai térszerkezetet, az erdélyi magyar tudománytörténetet kutatja, tudásszociológiai szempontú esettanulmányokat dolgoz ki külső partnerekkel közös programok keretében. Eredményei közé tartozik egyebek mellett az Emlékkönyv a Székely Nemzeti Múzeum 125 éves jubileumára (Sepsiszentgyörgy, 2002–2004). Közben a Charta, ill. a T3 Kiadó közreműködésével kezdi közzétenni Orbán Balázs Kiegészítéseit A Székelyföld leírásához (uo., I, 2002; II, 2006), újra kiadja Bod Péter Magyar Athenását (uo., 2003), digitális médiát alkalmaz (digitális anyagait részben a Magyar Elektronikus Könyvtár is átveszi – www.mek.iif.hu). A múzeumi évkönyv 2007-től Acta Siculica néven, megújult szerkesztésben jelenik meg, az intézmény honlapja is aktív (www.sznm.ro). 2005-től külső részlege a zabolai Csángó Néprajzi Múzeum is.

## Látogatható részlegei

### Belső múzeumi osztályok
- Könyvtár

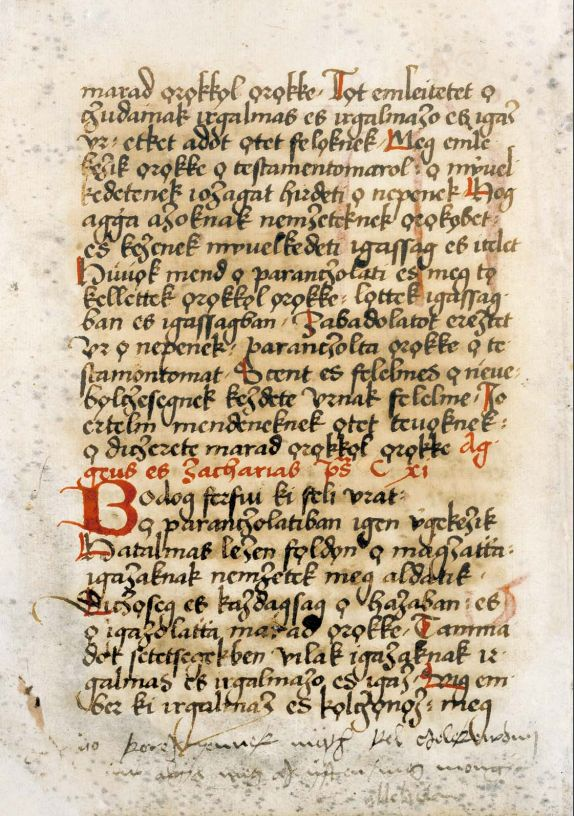
Az Apor-kódex egyik lapja

Régi könyv- és sajtógyűjtemény mellett itt található az Apor-kódex, amely a legrégibb fennmaradt magyar bibliafordítás, a huszita Biblia zsoltárait tartalmazza. A Székely Nemzeti Múzeum gazdag természettudományi, régészeti, történeti, néprajzi, képzőművészeti gyűjteményei mellett ma, a korábbi veszteségek ellenére, könyvtárában is jelentős 18–19. századi magyar nyomtatványanyaggal és kéziratokkal rendelkezik (csíksomlyói kiadványok, beleértve ponyva, az első háromszéki nyomdatermékek, térképtár, színlaptár, rendelettár, gyászjelentő-gyűjtemény; Cserei Mihály- és Benkő József- stb. kéziratok másolatpéldánya, Balykó Elek népi emlékirata), gazdag székelyföldi régi sajtókollekciókkal, a sepsiszentgyörgyi Jókai Nyomda termékeivel és egyéb siculica-anyaggal, a két világháború közti erdélyi magyar irodalmi kiadványokkal. Számottevő szakkönyvtárában jelentős az újabb Székelyföld-szakirodalom is.
- A természettudományi osztály

Itt található meg Kelet-Közép-Európa egyik legteljesebb pliocén- és negyedkori emlősfauna-kollekciója mellett a legnagyobb romániai nagygombagyűjtemény és a Diószeghy László-féle lepkegyűjtemény.
- Régészeti-történelmi osztály

Régészeti gyűjteményanyaga 50 000 tételnyi. A múzeum kiemelten a Kovászna megyei Erősd újkőkori–rézkori festett kerámiás kultúráját, a lécfalvi újkőkori lelőhely anyagát, a zabolai és petőfalvi Árpád-kori temetők leleteit stb. kutatta és rendszerezte. A régészeti alapkiállítás a térség 35 000 évnyi tárgyi kultúráját mutatja be a látogatónak.
A történelmi gyűjteményből másfelől a székely rendek középkori katonáskodásának az emlékanyaga, az 1848-as relikviák (pl. Bem tábori nyomdája), a több mint 250 darabos fegyvergyűjtemény, valamint a jelentős művelődéstörténeti értékű bútor- és üvegkollekció kiemelendő érték.
- Néprajzi osztály

Több mint 15 000 darabot számláló állományából a 17–18. századi úrihímzések Erdélyben egyedülállóan gazdag gyűjteménye, a jelentős kályhacsempe- és kerámiakollekció, faragott és festett régi bútorok, valamint a hagyományos népi gyermekjátékok rendkívüli kollekciója emelhető ki. Szabadtéri kiállításban másrészt az 1767-ben épült, részben eredeti berendezésű csíki ház tekinthető meg.
- Képzőművészeti osztály

### Külső részlegek

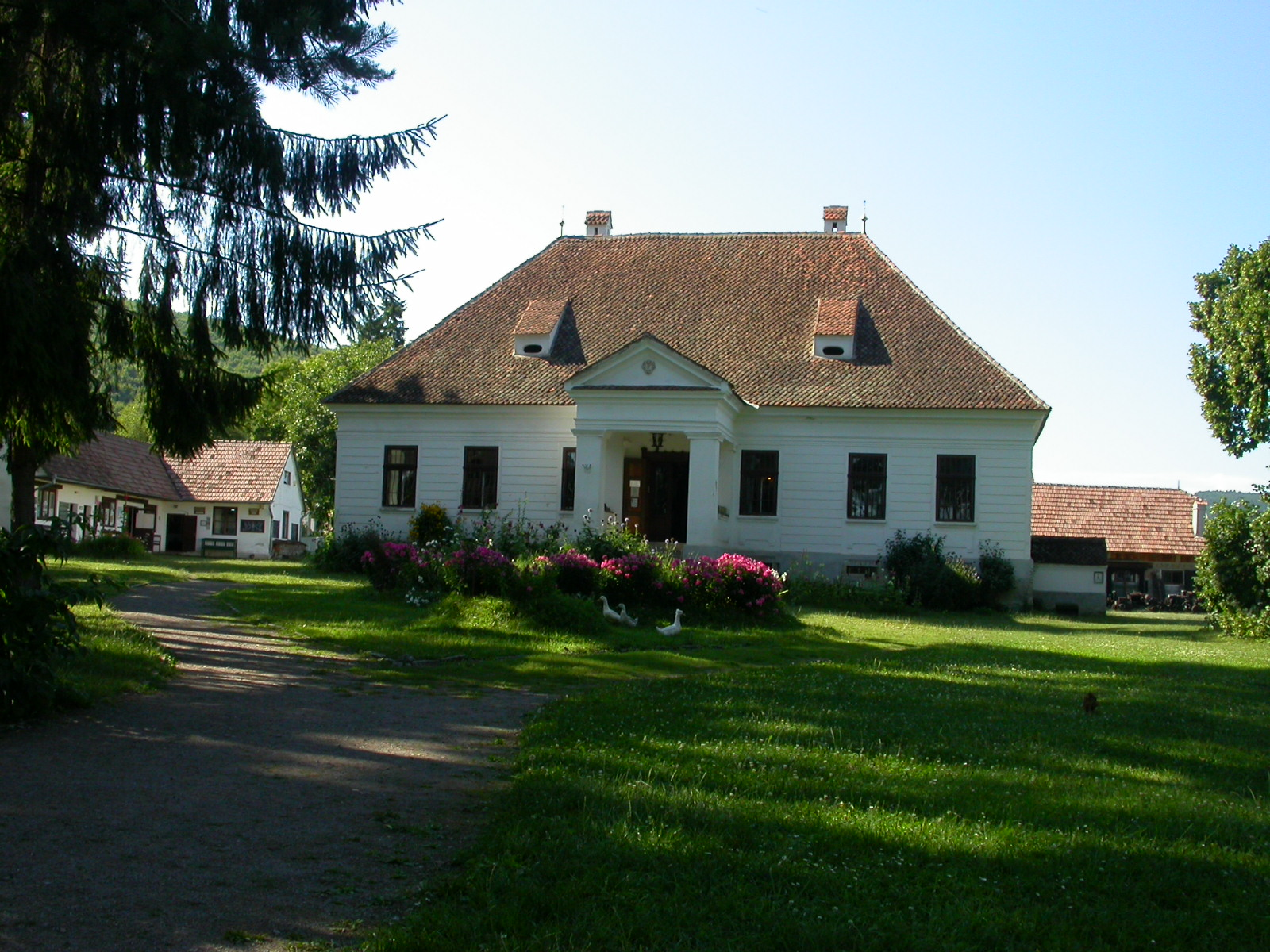
Haszmann Pál Múzeum Csernátonban

Az intézményhez tartozik további öt szakosodott múzeumi intézmény:
- Gyárfás Jenő Képtár, Sepsiszentgyörgy

Képzőművészeti osztályként, a sepsiszentgyörgyi Gyárfás Jenő Képtár 19–20. századi festészeti, szobrászati, grafikai alkotásoknak biztosít szakszerű raktározási és kiállítási felületet. Megtekinthetőek Barabás Miklós, Gyárfás Jenő, Nagy Albert, Zsögödi Nagy Imre alkotásai, a nagybányai festőkolónia munkái, Varga Nándor Lajos, Mattis Teutsch János, Baász Imre művei, stb.
- Céhtörténeti Múzeum, Kézdivásárhely

Város- és céhtörténeti, kézművesség- és ipartörténeti gyűjtemény és kiállítás. A céhes örökség és az 1848–49-es emlékanyag mellett látványos a múzeum 19–20. századi tűzoltókocsikat felvonultató gyűjteménye. A legismertebb kollekció az itt kiállított, mintegy 350 darabos „Zsuzsi és Andris” babaméretű viseletgyűjtemény. Ezenkívül itt van a neves Bogdán fényképészcsalád napfényműterme is, amely ma már fotográfiatörténeti kiállítóhely.
- Haszmann Pál Múzeum, Csernáton

Kovászna megye népi építészeti örökségét, hagyományos foglalkozások tárgyi eszközeit, sírjeleket bemutató szabadtéri kiállítás, kiemelkedő néprajzi és történeti műtárgykollekcióval. Hírét az egyedülálló mezőgazdasági gépparknak és technikatörténeti gyűjteménynek, a látványos öntöttvaskályha-kollekciónak, s nem utolsósorban a népfőiskola kereteiben működtetett népművészeti alkotótáboroknak köszönheti.
- Erdővidék Múzeuma, Barót

Bányászattörténeti és céhes emlékek, ipar- és helytörténeti tárgyak kollekciója és kiállítása. Kiemelkedő értékű a székelyföldi üveghuták, az erdővidéki fazekasok termékeinek gyűjteménye, valamint a felsőrákosi őselefánt-csontváz.
- Csángó Néprajzi Múzeum, Zabola

Kiállítás a moldvai magyarok népművészetéből és mindennapi életéből. A hagyományos moldvai magyar életutak viseleteken, kézműves termékeken és falvaik szobabelsőin követhetők nyomon. Az ugyanezen telken berendezett régi székely házban rendkívül gazdag helytörténeti gyűjtemény is megtekinthető.

## A múzeumra vonatkozó fontosabb kiadványok
- Székely Nemzeti Múzeum. In: Magyar Minerva. A magyarországi múzeumok és könyvtárak címkönyve. Kiadja a Múzeumok és Könyvtárak Országos Főfelügyelősége és Országos Tanácsa. V. köt. 1912–13. Budapest, 1915. 534–540.
- Emlékkönyv a Székely Nemzeti Múzeum ötvenéves jubileumára. Az igazgató-választmány megbízásából szerkesztette Csutak Vilmos igazgató. A Székely Nemzeti Múzeum kiadása (Sepsiszentgyörgy, 1929)
- Emlékkönyv a Székely Nemzeti Múzeum százhuszonöt éves jubileumára. 1–3. Szerk. és gond. Wolf Tamás (1–2. kötet) és Boér Hunor (2–3. kötet). Délkeleti Intézet, Sepsiszentgyörgy, 2002–2004
- Sas Péter: A sepsiszentgyörgyi Székely Nemzeti Múzeum elmenekített anyagának pusztulása 1945-ben; EME, Kolozsvár, 2006 (Erdélyi tudományos füzetek)
- Dani Erzsébet: Székelyföldi intézményi sors két meghatározó kulturális közgyűjtemény történetének tükrében; Argumentum, Bp., 2015